# Pont de l'Assut de l'Or
Le Pont de l'Assut de l'Or ou Pont de la Serradora est un pont de Valence qui enjambe le fleuve Turia entre, à l'est, la Cité des arts et des sciences et, à l'ouest, l'Ágora, tous trois étant des réalisations de l'architecte valencien Santiago Calatrava Valls. 
Le pont a été inauguré le 12 décembre 2008. Avec ses 123 mètres, c'est le plus haut monument de la ville. Le pont, blanc comme toutes les autres réalisations de l'architecte, adopte la forme d'une harpe dont les 29 câbles supportent le tablier. 

## Lien externe

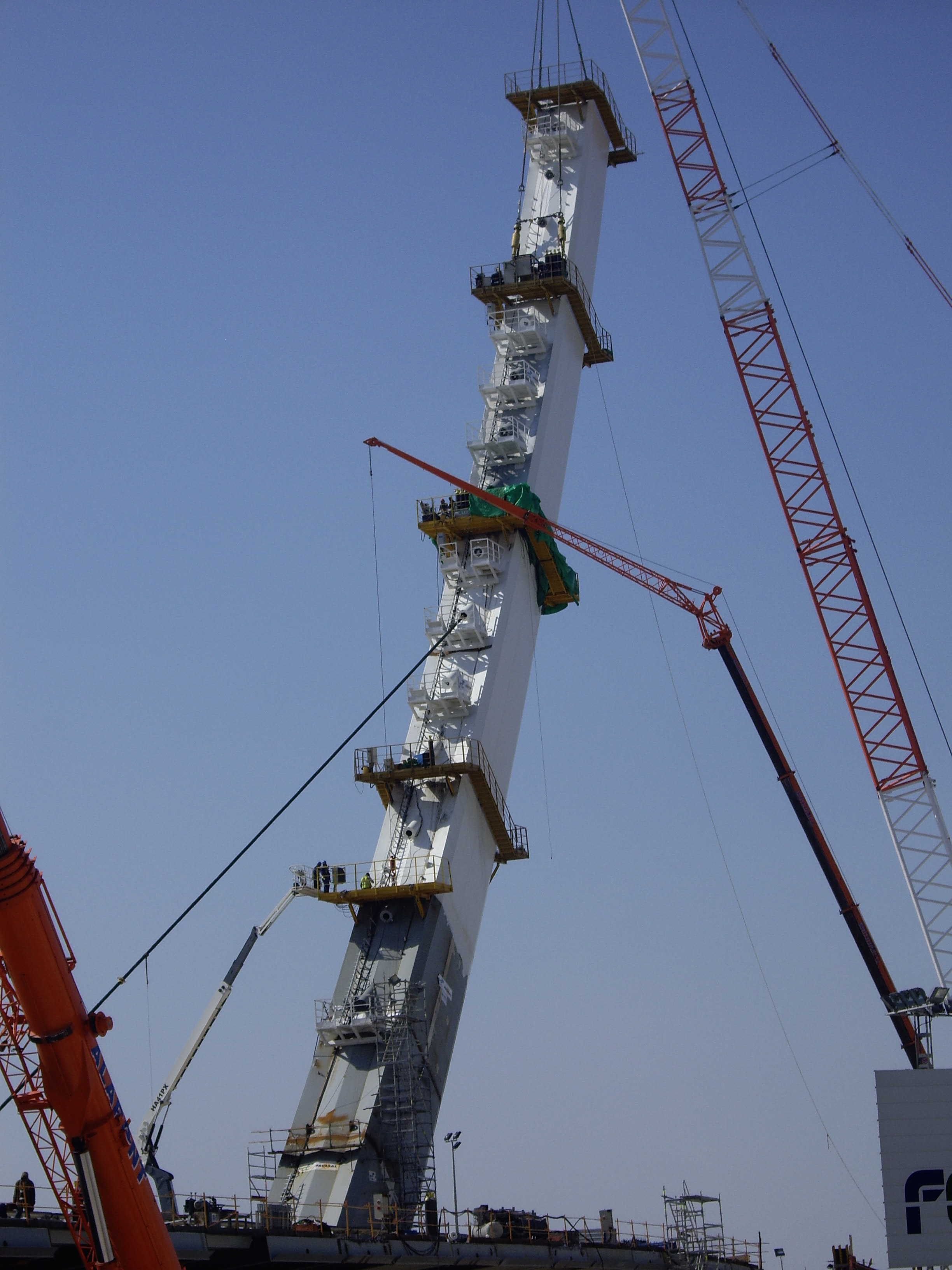
Pylône du pont en construction (2008).